# Psoraleeae
Psoraleeae es una tribu de plantas con flores perteneciente a la subfamilia Faboideae dentro de la familia Fabaceae.

## Géneros
- Bituminaria - Cullen - Hoita - Orbexilum - Otholobium - Pediomelum - Psoralea - Psoralidium - Rupertia